# Praga D
Praga D byl čtyřválcový vzduchem chlazený plochý letecký motor vzniklý roku 1936 v Československu. Největšího rozšíření dosáhl až v období po druhé světové válce, s rozšířením sportovního letectví. V tomto období vznikla i verze pro vrtulníky označená Praga DH.:s.165
Hlavního využití tento motor dosáhl až po II. světové válce, kdy se ve sportovním letectví stále více uplatňovaly ploché motory.

## Vznik a vývoj
Pro rychlejší lehká sportovní letadla vykonstruovala firma ČKD (Praga) v roce 1936 výkonnější malé letecké motory Praga D a Praga DR. Oba motory lišily se jen ve výkonnosti, otáčkách a kompresním poměru. Motor Praga DR měl redukční převod na vrtuli v poměru 1:1,33, a proto i kliková skříň byla poněkud odlišná od klikové skříně motoru Praga D. U motoru Praga DR byl karburátor uložen vzadu a výška tohoto motoru byla menší. Konstrukčně a hlavní součásti obou motorů byly obdobné svým předchůdcům, tj. motorům Praga В a Praga В 2.
Motor se ověřoval až do vzniku Protektorátu. Byly jím osazeno několik letounů E-114D, jeden prototyp E-115 a čtyři prototypy E-117. Na konstrukci původního motoru spolupracoval i ing. Bohuslav Šimůnek {konstruktér předchozího motoru Praga B), ale tuto práci nedokončil, protože koncem roku 1935 přijal nabídku na zaměstnání v Tatře Kopřivnice. Po Mnichovské dohodě Ing. Šimůnek přešel do konstrukce leteckých motorů společnosti Walter. V roce 1945 byla Praga znárodněna a vyráběla již jen nákladní a vojenské vozy. Výroba leteckých motorů byla přesunuta do Leteckých závodů, závod 1 Jinonice. Po válce se cesty ing. Šimůnka a motoru Praga D opět spojily.

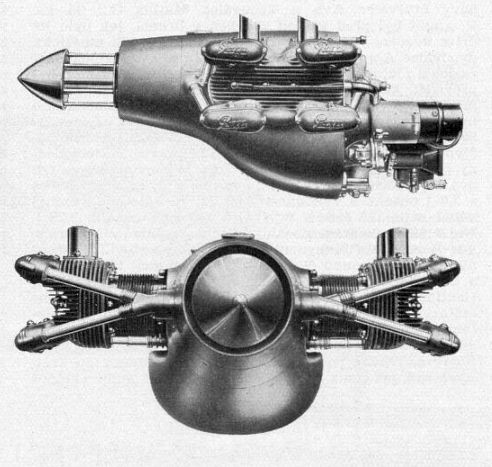
Praga DR (1946)

Na konci druhé světové války, 25. března 1945, zničil téměř celou továrnu Praga nálet. Bombardováním libeňského areálu ČKD koncem války byl zničen archiv s výkresovou a výrobní dokumentací motorů a letadel Praga, takže při poválečné obnově výroby byla řada částí motorů i letadel vyvíjena znovu a částečně se od předválečné verze lišila. Motor Praga D byl překonstruován zejména s ohledem na moderní technické poznatky a znovu důkladně prozkoušen na zkušebně motorů a i v letu. Motor absolvoval s úspěchem úřední homologační zkoušku dle předpisu ICAO 21. dubna 1947.
V letech 1946-7 bylo v Jinonicích vyrobeno 200 motorů Praga D a Praga DR. Dne 14. září 1946 zalétal tovární pilot E. Foretník první poválečný typ Praga E-114D (v. č. 101, OK-AFJ), který měl instalován čtyřválcový plochý boxer motor Praga D o jmenovitém výkonu 44 kW/60 k konstruktérů ing. Jaroslava Kruliše a ing. L. Skokánka vyrobený v Jinonicích. Obnovená produkce motoru Praga D byla využita u řady tehdejších sportovních letadel (Zlín Z-22 Junák, Beneš-Mráz M-2 Skaut a zejména Praga E-114D, byl montován i do letounů Piper L-4 v čs. aeroklubech). První československý, pokusný vrtulník Praga XE-II z roku 1951 byl konstrukcí kolektivu Ing. Jaroslava Šlechty a byl osazen motorem Praga D, avšak vývojový VZLÚ HC-2 Heli Baby, později vyráběný i sériově, už měl motor Praga DR. Aero HC-2 Heli Baby s motorem Praga DR byl vyráběn továrnou Aero od roku 1953. Na dalších sériových vrtulnících Aero HC-102 byl již instalován další motor, Walter M-110 H, který byl pokračovatelem motoru Walter M-208 (Praga Doris).
V červnu 1947 byl do Leteckých závodů n.p., závod 1 Jinonice (bývalá A.S. Walter, od 1. ledna 1948 Motorlet n.p.) přesunut mimo výroby leteckých motorů z továrny Praga i vývoj motorů. Konstrukční skupina ing. Jaroslava Kruliše zde navázala na motor Praga D a vyvinula plochý šestiválec Walter M-208 o výkonu 162 kW (220 k) vyráběný pod obchodní značkou Praga Doris. První varianta tohoto motoru pod označením M-208A o předpokládaném výkonu 154 kW (210 k) vznikla v roce 1948. Jeho vývoj byl ukončen až verzí M-208B v roce 1954 Od tohoto roku se motor začal sériově vyrábět.

## Popis motoru
Čtyřválcový motor měl válce uspořádány vodorovně proti sobě (boxer).Vnější tvar těchto motorů byl aerodynamicky řešen pro montáž do křídla. Válec hlavy a sací potrubí jsou řešeny tak, aby kladly co nejmenší čelný odpor. Mazání bylo tlakové, oběžné se suchou skříní. Tím, že tlakový olej byl uvnitř motoru, odpadlo vnější olejové potrubí, čímž byla zabezpečena zvýšená bezpečnost provozu a jednoduchý povrch motoru. Komory vahadel, kryty zvedáků a ostatní části jsou bezpečně utěsněny, takže se zamezilo unikání oleje a motor byl stále suchý. Ve spodní části motorové skříně byla umístěna prostorná olejová nádrž, která tvořila s klikovou skříní jediný konstrukční prvek. Oběh oleje zabezpečovala dvojitá zubová olejová pumpa (tlaková a vratná).

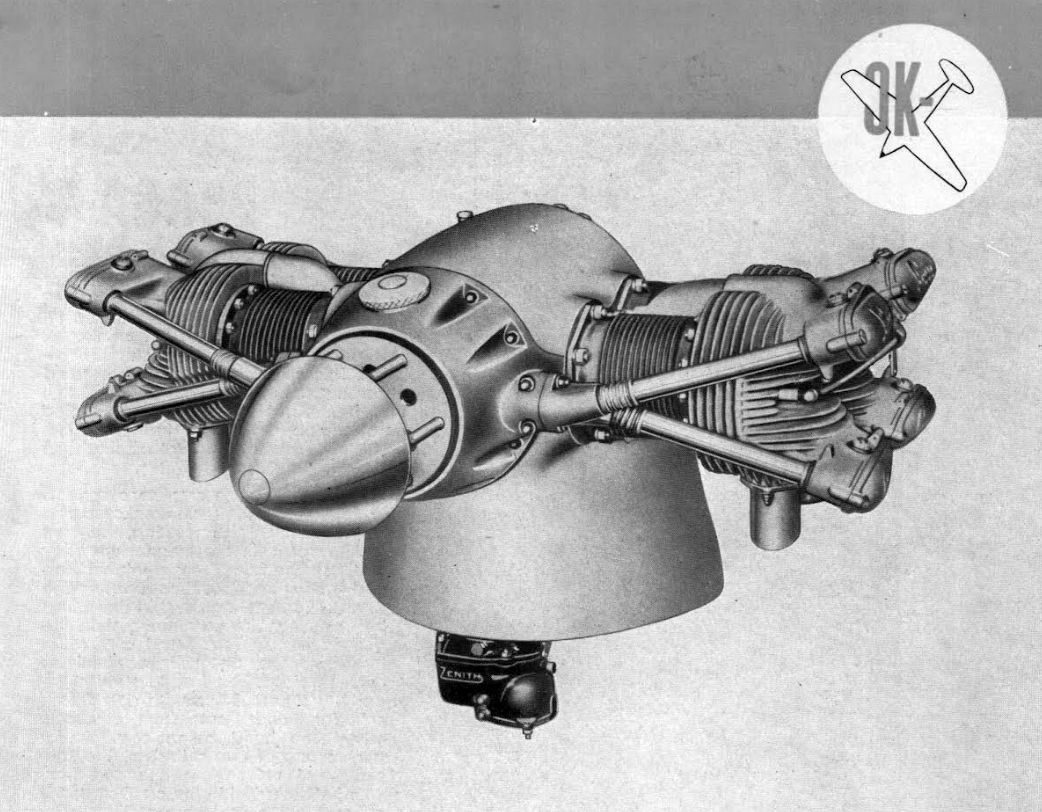
Letecký motor Praga D (1946)

K docílení vysokého specifického výkonu byly spalovací prostory v hlavách válců polokulové a ventily byly uspořádány šikmo. Výfukové ventily pro možnost použití paliva s vyšším oktanovým číslem (a tedy vyšší teplotou spalování), byly na talířcích navařeny stellitovou slitinou na bázi kobaltu. Klikový hřídel, vykovaný v zápustce, byl čtyřikrát zalomený a jeho uložení ve skříni i uložení ojnic na hřídeli bylo provedeno 3 radiálními válečkovými ložisky a 1 tlakovým kuličkovým ložiskem (dle původního patentu). Ocelové ojnice byly vylisovány v zápustkách. Písty z hliníkové slitiny byly rovněž vykovány v zápustce.

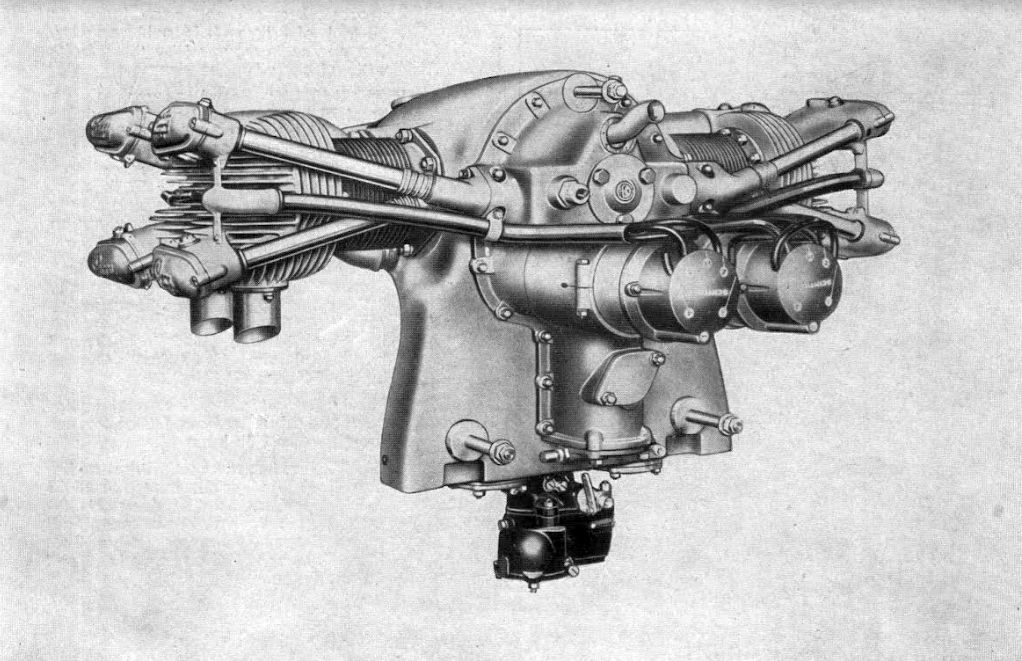
Praga D, zadní část (1946)

Motor byl upevněn na lože letadla třemi šrouby na zadní stěně motorové skříně s gumovými vložkami, které zajišťovaly pružné uložení.

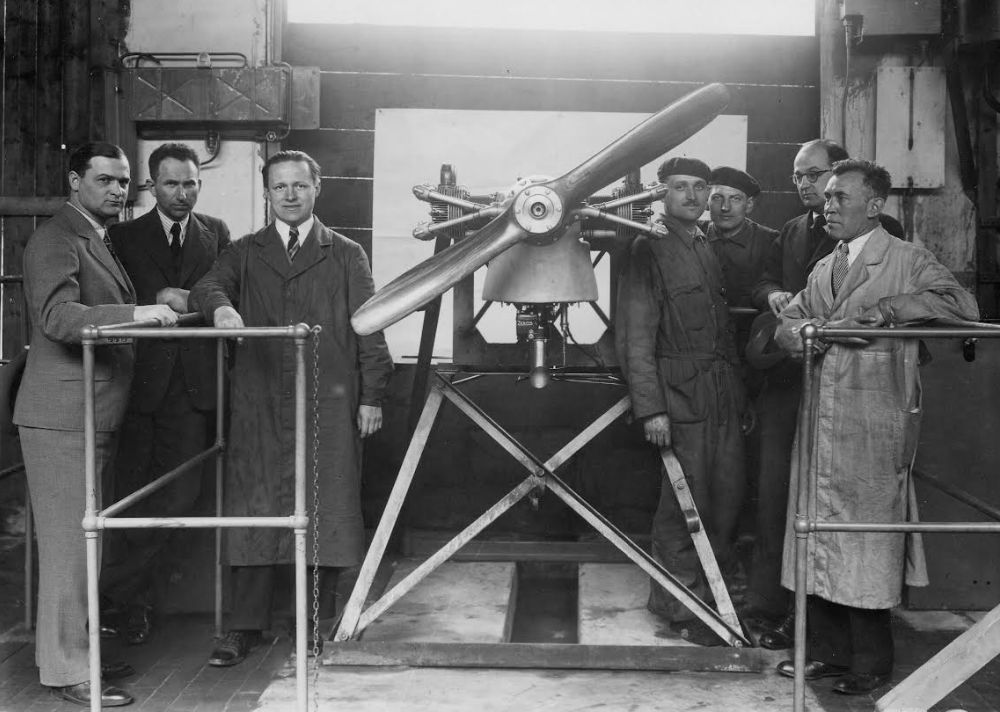
Motor Praga D na zkušebnách v Jinonicích (1946)

## Varianty
Praga D
Základní výrobní model vzniklý v roce 1936.:s.215
Praga DR
Čtyři pokusné motory s reduktorem vzniklé v roce 1937, s výkonem zvýšeným na 55/66 kW při 2 840 otáčkách za minutu.:s.215
Praga DH
Poválečná verze určená pro vrtulníky se vzletovým výkonem 60 kW/82 hp, možností instalace v šikmé poloze a s ventilátorem nuceného chlazení.:s.165

## Použití
- Aero HC-2 Heli Baby
- Alaparma 75 Baldo[13]
- Mráz M-2 Skaut
- Piper L-4
- Piper K-68D/K-168[1]:s.165 (konverze)
- PLK-5
- Praga E-114D
- Praga E-117 (prototyp)
- Praga XE-II
- R.G.-6 [14]
- Zlín Z-22 Junák

## Specifikace
Údaje podle

### Hlavní technické údaje
- Typ: čtyřválcový boxer chlazený vzduchem
- Vrtání: 95 mm
- Zdvih: 100 mm
- Zdvihový objem: 2,836 l
- Celková délka: 894 mm (včetně hlavy vrtule)
- Šířka: 810 mm
- Výška: 546 mm
- Suchá hmotnost: 64 kg +/- 3%

### Součásti
- Ventilový rozvod: jeden sací a jeden výfukový ventil na válec
- Palivový systém: karburátor Zenith 42 HM 186 nebo Stromberg A 18033 A-3
- Palivo: 72oktanový letecký benzín
- Zapalování: 2 nestíněná magneta Scintilla Vertex NV 4D se samočinnou změnou bodu zážehu
- Mazání: systém suché klikové skříně, tlakové
- Chlazení: vzduchové

### Výkony
- Výkon:
  - Vzletový: 55 kW (75 hp) při 2 650 otáčkách za minutu
  - Jmenovitý: 46 kW (62 hp) při 2 420 otáčkách za minutu
- Měrný výkon: 19,7 kW/l (26,4 hp/l)
- Kompresní poměr: 6:1
- Poměr hmotnost/výkon: 1,075 kg/hp
- Měrná spotřeba paliva: 333 g/kW/h (235 g/hp/h)
- Spotřeba oleje: 2-6 g/hp/h